# Йоан Комнин (дука на Дирахиум)
Йоан Комнин (на гръцки: Ἰωάννης Κομνηνός) е византийски аристократ, племенник на византийския император Алексий I Комнин, при когото изпълнява длъжността дука на стратегическия град и тема Дирахиум от 1091 г. докъм 1106 г.

## Биография

### Произход
Йоан Комнин е най-големият син на севастократор Исак Комнин, който е по-голям брат на император Алексий I Комнин. Майката на Йоан е Ирина Аланска, която била грузинска принцеса и първа братовчедка на императрица Мария Аланска. Предполага се, че Йоан е роден в края на 1073 г. или през 1074 г.
За първи път Йоан се споменава в едно писмо на император Алексий I Комнин от 1081 г., адресирано до императора на Свещената Римска империя Хайнрих IV, в което византийскит император предлага сключването на брак между Йоан и една германска принцеса. Алексий I Комнин препоръчва племенника си заради неговата красота и благоразумие, но предложението на императора не се осъществило.

### Кариера
През 1091 г. Йоан Комнин е избран от Алексий I Комнин да замени Йоан Дука на поста управител (дука) на Дирахиум в днешна Албания. Градът бил с голямо стратегическо значение, тъй като е смятан за ключът към Албания и е главно пристанище, през което се осъществявал достъпът от Италия към Балканите. Значението на града било най-добре илюстрирано по време на първото нашествие на норманите начело с Робер Гискар, случило се в ранните години от управлението на Алексий I Комнин.
В своята „Алексиада“ Анна Комнина разказва, че малко след като Йоан заел новата си длъжност, той бил обвинен от охридския архиепископ Теофилакт в заговор срещу императора. Страхувайки се от реакцията на брат си и племенника си, императорът решил да отзове Йоан от Дирахиум на лична среща под друг предлог и да го замени на поста с Аргир Караджа. Предупреден навреме обаче, Йоан Комнин изпреварил събитията и лично се явил за обяснение пред императора във Филипопол, където се намирал по това време императорският лагер. От разказа в „Алексиада“ не става ясно дали обвиненията били основателни, но въпреки това аферата прераснала в лют семеен скандал между императора и брат му Исак, който също присъствал на срещата. В крайна сметка Алексий I снел обвиненията срещу Йоан и го върнал отново на поста му.
По-късно, през 1093 г. или в началото на 1094 г., въпреки своята неопитност във военното дело, Йоан Комнин е изпратен да отблъсне набезите, които сърбите начело с великия жупан Вукан извършвали в ромейските територии. Йоан позволил вниманието му да бъде отвлечено с дълги преговори със сръбския жупан, което дало възможност на последния да подготви войските си. Когато Вукан бил готов, войските му нападнали изненадващо ромеите близо до Липенион и им нанесли тежко поражение в битката при Свечани. Наложило се Йоан да се яви в Константинопол, за да даде лично обяснение за поражението на императора, но и този път Алексий I не го отстранил от поста му. През 1096 г. Йоан Комнин посреща и подслонява граф Юг дьо Вермандоа, чийто флот корабокруширал на брега на Дирахиум. Йоан Комнин остава дука на Дирахиум през 1105/1106 г., когато войските му били разбити по време на една кампания срещу далматинците. Когато надвиснала нова опасност от нашествие на норманите, предвождани от Боемунд I, император Алексий I Комнин заменил Йоан на поста дука на Дирахиум с по-малкия му брат Алексий.

### Брак и семейство
Около 1090 г. Йоан Комним се жени за Мария Дукина, дъщеря на протостратора Михаил Дука, който бил брат на императрица Ирина Дукина. За съпругата на Йоан се споменава само като монахиня, така че е възможно Мария да е било нейно монашеско име. Двойката имала пет деца, които починали преди родителите си, като е известно името на един техен син – Алексий.
След 1030 г. Йоан Комнин и съпругата му се замонашили, като Йоан приел монашеското име Игнатий. Известно е, че той разрушил двореца, наследен от баща му, и на негово място въздигнал манастир, посветен на Светата троица и известен като Евергетис. Последното дете на Йоан и съпругата му починало около 1136 година, която се приема за най-ранната година, към която може да бъде отнесена и смъртта на Йоан и съпругата му.